# Coenonympha aquilonia
Coenonympha aquilonia är en fjärilsart som beskrevs av Higgins 1969. Coenonympha aquilonia ingår i släktet Coenonympha och familjen praktfjärilar. Inga underarter finns listade i Catalogue of Life.